# Zasvěcená vdova
Zasvěcená vdova je žena v některých křesťanských církvích, která po smrti svého manžela složí slib trvale žít zasvěceným životem v modlitbě a službě církvi.
Stav zasvěcených vdov sahá svým původem do novozákonní doby (srov. 1Tim 5, 9-10, 1Kor 7, 8) a byl v rané církvi rozšířen, přetrval až do období vrcholného středověku, kdy zanikl.
V současné době se v římskokatolické církvi obnovuje stav zasvěcených vdov a vytváří i stav zasvěcených vdovců. Tento stav však není ustanoven v celé církvi, ale pouze partikulárně v některých diecézích (v České republice např. v plzeňské diecézi). Stav zasvěcených vdov (ordo viduarum) představuje jednu z forem zasvěceného života. Zasvěcené vdovy žijí svůj život jednotlivě, avšak mohou se i sdružovat.
Ve východních katolických církvích (např. řeckokatolické) je stav vdov zakotven v kánonu 570 CCEO.